# 埃及夾棋

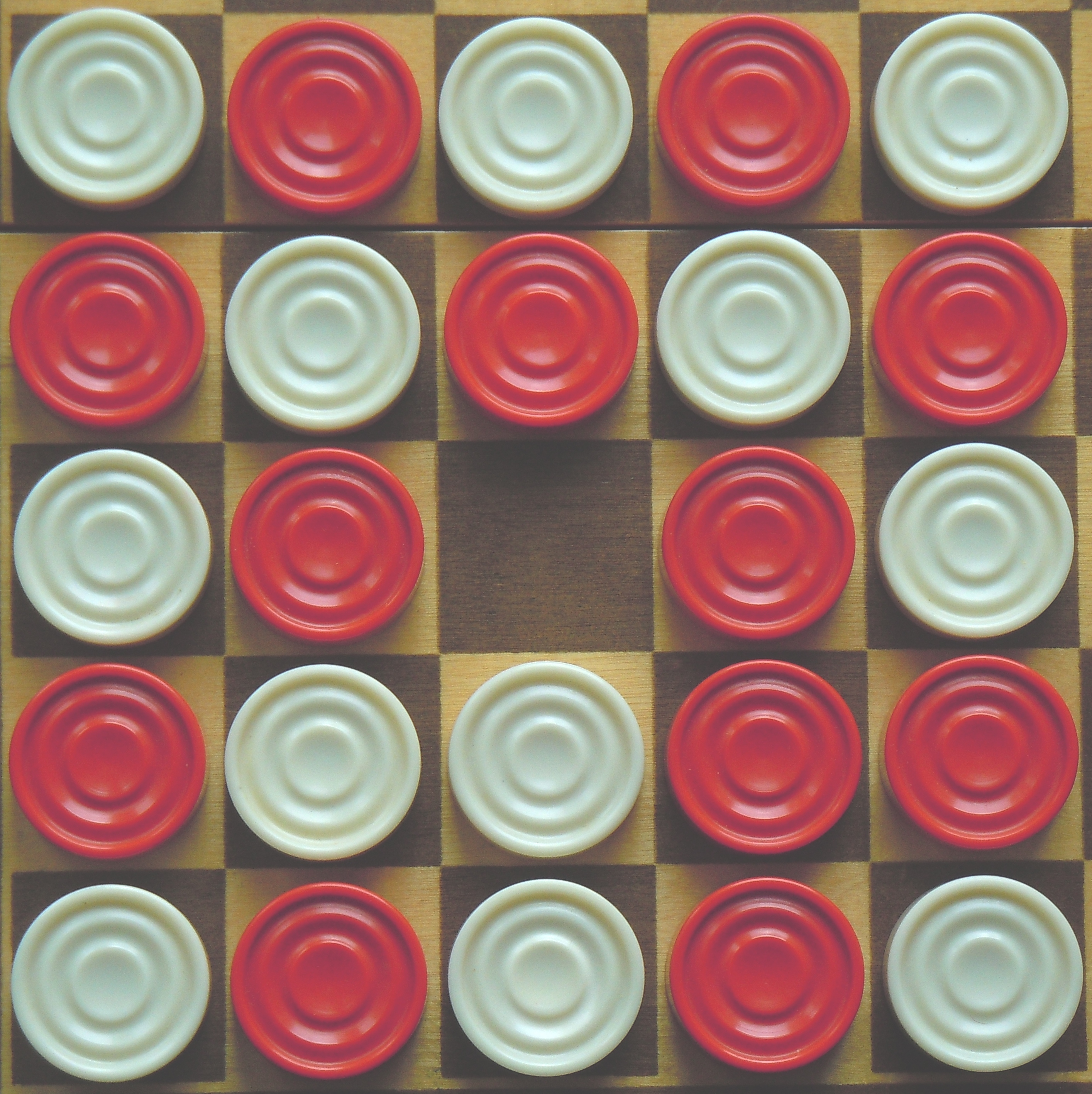
埃及夾棋

埃及夾棋（Seega、Sîja），是起源於古埃及的兩人傳統棋類，是種夾棋遊戲，與索馬利亞跳棋有關。

## 棋具
- 通常為5*5、7*7、9*9方格的棋盤，中心格劃有X字。

- 雙方棋子以兩色區分敵我，各數等於棋格總數先減一再除二。

## 規則
- 对弈过程分兩階段。
  - 放子：双方依次将二枚己子放入空棋位，但不可放於中心格，全部下完後方可走子。
  - 走子：由放子階段最後放子的玩家開始，以縱橫方向移動一枚己棋一格至空棋位。
    - 夾吃：在走子階段，當己方主動造成把同縱橫線的一枚敵棋用兩枚己棋夾住，就把該枚敵子提除。
      - 當玩家回合第一著有夾吃時，再多一著才回合結束[3]。
- 消滅敵棋剩一枚以下獲勝。

## 外部連結
- 遊戲介紹 （页面存档备份，存于）
- 棋具照片 （页面存档备份，存于）